# Okręg wyborczy Kettering
Okręg wyborczy Kettering powstał w 1918 r. i wysyła do brytyjskiej Izby Gmin jednego deputowanego. Okręg obejmuje miasta Kettering, Desborough, Rothwell oraz Burton Latimer w hrabstwie Northamptonshire.

## Deputowani do brytyjskiej Izby Gmin z okręgu Kettering
- 1918–1922: Alfred Waterson, Co-operative Party
- 1922–1923: Owen Parker, Partia Konserwatywna
- 1923–1924: Samuel Perry, Co-operative Party
- 1924–1929: Mervyn Manningham-Buller, Partia Konserwatywna
- 1929–1931: Samuel Perry, Co-operative Party
- 1931–1940: John Eastwood, Partia Konserwatywna
- 1940–1945: John Profumo, Partia Konserwatywna
- 1945–1964: Gilbert Mitchison, Partia Pracy
- 1964–1979: Geoffrey de Freitas, Partia Pracy
- 1979–1983: William Homewood, Partia Pracy
- 1983–1997: Roger Freeman, Partia Konserwatywna
- 1997–2005: Phil Sawford, Partia Pracy
- 2005– : Philip Hollobone, Partia Konserwatywna